# Chance Kelly
Chance Kelly (nacido el 28 de enero de 1967 en Estados Unidos) es un popular actor norteamericano de cine y televisión. Es conocido por su papel de "El Padrino" en la serie de HBO "Generation Kill", además de su representación en la serie de televisión de la cadena FOX "Fringe", como agente de FBI. 

## Reseña biográfica
Chance estudió y jugó al fútbol en Ithaca College. Años más tarde ingresó en New York University, donde se licenció en lengua inglesa con la intención inicial de ser escritor. Sin embargo, a pesar de su miedo escénico, decidió apuntarse a clases de teatro.
Mientras continuaba su carrera como actor, ingresó al circuito de boxeo amateur de Nueva York. Posteriormente lo haría en los Guantes de Oro (Golden Gloves) de la ciudad homónima, obteniendo primeros premios en ambas competiciones. Tras esto, abandonó las competiciones para centrarse en el rodaje de la película "The Devil's Own". En sus inicios destacó por interpretar a Stephen "Padrino" Ferrando en "Generation Kill". Después de leer el libro en el que se basó la adaptación, Kelly se embarcó en un rodaje de cinco meses en África, de mayo a diciembre de 2007.
Chance apareció en la primera temporada de la serie de ciencia ficción "Fringe" como agente Mitchell Loeb. Representó a Bart McDade, presidente y director de operaciones de Lehman Brothers, en la película de HBO "Too Big to Fail", y más tarde como un misterioso interrogador en la serie de televisión estadounidense Homeland. También ha interpretado personajes recurrentes en "Power (Starz)", "Banshee (Cinemax)", "House of Cards" (Netflix), "Legends" (TNT), "Rehenes" (CBS), "Army Wives", "The Whole Truth", "Delocated", "Rescue Me" y "The Black Donnellys", Ha interpretado siete personajes diferentes en siete diferentes episodios de "Law & Order". 
Además, también ha sido actor invitado en "The Blacklist" (NBC), Alpha House (Amazon), "Motive", "Nikita", "Burn Notice" y "The Jury", "Blue Bloods", "Inolvidable", "Body of Proof" y "Golden Boy". Interpretó al inquietante "Orange Suit Man" en la película de M. Night Shyamalan "Unbreakable". También ha aparecido en las películas "American Sniper", "Little Children", "The Taking of Pelham 123", "Stake Land", y "Broken City".

## Filmografía

### Cine
| Año  | Título                    | Rol              | Director           |
| ---- | ------------------------- | ---------------- | ------------------ |
| 1997 | La sombra del diablo      | Masked Burglar   | Alan J.Pakula      |
| 1998 | Crossfire                 | Bodyguard        | Gary S. Lipsky     |
| 1999 | Puppet                    | Igor             | Felix Limardo      |
| 2000 | El protegido              | Orange Suit Man  | M. Night Shyamalan |
| 2001 | L.I.E.                    | Prison Guard     | Michael Cuesta     |
| 2003 | Replay                    | Chester Robb     | Lee Bonner         |
| 2005 | Duane Hopwood             | Tommy            | Matt Mulhern       |
| 2005 | State Property 2          | Guardia          | Abdul Malik Abbott |
| 2006 | Juegos secretos           | Pete Olaffson    | Todd Field         |
| 2008 | Asalto al tren Pelham 123 | ESU Capitan      | Tony Scott         |
| 2009 | Last of the Ninth         | Mike McCarthy    | Carl Franklin      |
| 2010 | Mercy                     | Officer Jameson  | Chris Sparling     |
| 2011 | Malas noticias            | Bart McDade      | Curtis Hanson      |
| 2013 | La trama                  | Murdock          | Allen Hughes       |
| 2014 | El francotirador          | Lt. Col. Jones   | Clint Eastwood     |
| 2015 | Stealing Cars             | Entrenador Jimmy | Bradley Kaplan     |

## Series TV
| Año        | Título                | Personaje                    |
| ---------- | --------------------- | ---------------------------- |
| 1995       | New York News         | Unidentified Bruin           |
| 1995 -1997 | Sombras de nueva York | Gary (95') Big Hog (97')     |
| 1999       | Los Soprano           | Fed                          |
| 2000       | Turno de guardia      | Hermano Pet                  |
| 2001       | Deadline              | Red Herring                  |
| 2002       | The Job               | Vecino                       |
| 2004       | The Jury              | Michael Gallery              |
| 2004       | Ley y orden           | Kyle Marsden                 |
| 2005       | One life to live      | Richard Kimball              |
| 2005       | Jonny Zero            | Huge Guy                     |
| 2007       | Secuestrado           | Campo                        |
| 2008       | Fringe                | Agente FBI, Mitchell Loeb    |
| 2008       | Generation Kill       | Lt. Col. Stephen 'Godfather' |
| 2010       | Delocated             | Garren                       |
| 2011       | El cuerpo del delito  | Gary Miller                  |
| 2011       | Imborrable            | Alex Logan                   |
| 2012       | Nikita                | Wade                         |
| 2013       | House of Cards        | Steve                        |
| 2016       | Banshee               | Randall Watts                |
| 2016       | Aquarius              | Detective Ed Cutler          |

## Distinciones y reconocimientos
- En Memorial Day 2009, fue nombrado Marine Honorífico por la Marine Corps League por su trabajo en Generation Kill.
- La Universidad de Columbia le otorgó una MS (maestría).
- Obtuvo una BA (licenciatura) por la Universidad de Nueva York.